# Deutsche Fünfkampf-Meisterschaft 1968/69

Veranstaltungsort: Hannover

Die Deutsche Fünfkampf-Meisterschaft 1968/69 war eine Billard-Turnierserie und fand zum zwölften Mal vom 30. Januar bis zum 2. Februar in Hannover statt.

## Geschichte
In Hannover fand im Fünfkampf eine Rekordmeisterschaft statt. Allen voran bei den Leistungen stach der Berliner Dieter Müller, der am Finaltag seinen 26. Geburtstag feiern konnte, heraus. In den Cadre-Disziplinen und im Einband verbesserte er alle alten Rekorde erheblich. Zum Sieg reichte es dennoch nicht, da Altmeister Siegfried Spielmann noch einmal alle seine Routine in die entscheidenden Matches warf.
Berechnet wurde der VGD erstmals durch ein neu ausgearbeitetes Spielsystem, die sogenannte Portugiesische Tabelle. Diese sollte gerechter sein und verhalf Müller auch zu seinem Rekordergebnis. Platz drei belegte der Münchener Peter Sporer.

## Modus
Reihenfolge der Endrechnung in der Abschlusstabelle:
1. MP = Matchpunkte
2. PP = Partiepunkte
3. VGD = Verhältnismäßiger Generaldurchschnitt
4. BVED = Bester Einzel Verhältnismäßiger Durchschnitt

Bei der Berechnung des VGD wurde die Portugiesische Tabelle von 1965 angewendet.
In der Endtabelle wurden die erzielten Matchpunkte vor den Partiepunkten und dem VGD gewertet.

## Abschlusstabelle
| Legende | Legende                                       |
| --- | --------------------------------------------- |
| Abk. | Bedeutung                                     |
| Pkt. | erzielte Punkte                               |
| Aufn. | benötigte Aufnahmen                           |
| ED | Einzeldurchschnitt                            |
| GD | Generaldurchschnitt                           |
| VGD | Verhältnismässiger Generaldurchschnitt        |
| BMD | Bester Mannschaftsdurchschnitt                |
| BED | Bester Einzeldurchschnitt                     |
| BSD | Bester Satzdurchschnitt                       |
| BEVD | Bester Einzel Verhältnismässiger Durchschnitt |
| HS | Höchstserie                                   |
| MP | Match Points                                  |
| PP | Partie Punkte                                 |
| G-U-V | Gewonnen-Unentschieden-Verloren               |
| SV | Satzverhältnis                                |
| WRP | Weltranglistenpunkte                          |
| | 1. Platz (Gold)                               |
| | 2. Platz (Silber)                             |
| | 3. Platz (Bronze)                             |
| | Bester GD des Turniers/Runde                  |
| | Bester VGD des Turniers/Runde                 |
| | Bester ED des Turniers/Runde                  |
| | Bester BVGD des Turniers/Runde                |
| | Beste HS des Turniers/Runde                   |
| (Evtl. finden nicht alle Begriffe Anwendung oder einige sind nicht aufgeführt. Diese können in der Liste der Karambolage-Begriffe nachgesehen werden.) |                                               |

| Endklassement | Endklassement                    | Endklassement | Endklassement | Endklassement | Endklassement | Endklassement |
| Platz         | Name                             | MP            | PP            | VGD           | BVED          |               |
| ------------- | -------------------------------- | ------------- | ------------- | ------------- | ------------- | ------------- |
| 1             | Siegfried Spielmann (Düsseldorf) | 6:0           | 23:7          | 116,31        | 183,51        |               |
| 2             | Dieter Müller (Berlin)           | 4:2           | 20:10         | 215,56        | 314,28        |               |
| 3             | Peter Sporer (München)           | 2:4           | 12:18         | 63,69         | 72,06         |               |
| 4             | Klaus Hose (Altenessen)          | 0:6           | 5:25          | 63,89         | -             |               |

## Disziplintabellen
| Platz | Name                | MP  | Pkte. | Aufn. | GD     | BED    | HS  |
| ----- | ------------------- | --- | ----- | ----- | ------ | ------ | --- |
| 1     | Siegfried Spielmann | 6:0 | 1500  | 8     | 187,50 | 500,00 | 500 |
| 2     | Klaus Hose          | 4:2 | 1000  | 10    | 100,00 | 166,66 | 406 |
| 3     | Peter Sporer        | 2:4 | 831   | 9     | 92,33  | 166,66 | 293 |
| 4     | Dieter Müller       | 0:6 | 281   | 13    | 21,61  | -      | 166 |

| Plz | Name                | MP  | Pkte. | Aufn. | GD    | BED    | HS  |
| --- | ------------------- | --- | ----- | ----- | ----- | ------ | --- |
| 1   | Dieter Müller       | 6:0 | 1200  | 18    | 66,66 | 100,00 | 275 |
| 2   | Peter Sporer        | 4:2 | 886   | 23    | 38,52 | 44,44  | 197 |
| 3   | Siegfried Spielmann | 1:5 | 891   | 26    | 34,26 | 33,33  | 140 |
| 4   | Klaus Hose          | 1:5 | 904   | 31    | 29,16 | 33,33  | 119 |

| Plz | Name                | MP  | Pkte. | Aufn. | GD    | BED   | HS |
| --- | ------------------- | --- | ----- | ----- | ----- | ----- | -- |
| 1   | Dieter Müller       | 6:0 | 600   | 60    | 10,00 | 12,50 | 59 |
| 2   | Siegfried Spielmann | 4:2 | 515   | 107   | 4,81  | 5,40  | 29 |
| 3   | Peter Sporer        | 2:4 | 476   | 117   | 4,06  | 4,25  | 28 |
| 4   | Klaus Hose          | 0:6 | 456   | 112   | 4,07  | -     | 29 |

| Platz | Name                | MP  | Pkte. | Aufn. | GD    | BED   | HS  |
| ----- | ------------------- | --- | ----- | ----- | ----- | ----- | --- |
| 1     | Siegfried Spielmann | 6:0 | 900   | 26    | 34,61 | 50,00 | 239 |
| 2     | Dieter Müller       | 4:2 | 855   | 18    | 47,50 | 60,00 | 183 |
| 3     | Peter Sporer        | 2:4 | 484   | 29    | 16,68 | 30,00 | 178 |
| 4     | Klaus Hose          | 0:6 | 502   | 23    | 21,82 | -     | 113 |

| Platz | Name                | MP  | Pkte. | Aufn. | GD    | BED   | HS |
| ----- | ------------------- | --- | ----- | ----- | ----- | ----- | -- |
| 1     | Siegfried Spielmann | 6:0 | 180   | 229   | 0,786 | 1,052 | 6  |
| 2     | Dieter Müller       | 4:2 | 156   | 199   | 0,783 | 1,111 | 11 |
| 3     | Peter Sporer        | 2:4 | 134   | 241   | 0,556 | 0,545 | 7  |
| 4     | Klaus Hose          | 0:6 | 134   | 293   | 0,457 | -     | 6  |